# Чернокурьинский сельсовет (Алтайский край)
Чернокурьинский сельсовет — муниципальное образование со статусом сельского поселения и административно-территориальное образование в Мамонтовском районе Алтайского края России. Административный центр — село Чёрная Курья.

## Демография
По результатам Всероссийской переписи населения 2010 года, численность населения муниципального образования составила 1009 человек, в том числе 479 мужчин и 530 женщин. Оценка Росстата на 1 января 2012 года — 994 человека.

## Населённые пункты
В состав сельского поселения входит один населённый пункт — село Чёрная Курья.